# Парламентская площадь (Лондон)
Парламентская площадь (англ. Parliament Square) — площадь в Вестминстере, в центре Лондона, примыкающая к северо-западной части Вестминстерского дворца. Спроектирована в XIX веке, представляет собой комбинацию большой открытой зеленой зоны в центре с деревьями на западе. На площади установлены двенадцать памятников британским государственным деятелям и другим известным личностям со всего мира.
Одна из главных туристических достопримечательностей Лондона, место, где традиционно проводится множество демонстраций. Площадь окружена зданием Парламента на востоке, зданиями правительственных учреждений на севере (Уайтхолл), зданием Верховного суда и Вестминстерским аббатством с южной стороны.
На Парламентской площади установлены флаги Соединенного Королевства и четырех его составных частей, флаги графств и три флага Коронных земель, а также шестнадцать геральдических щитов британских заморских территорий.

## Расположение
Здания, выходящие на площадь, включают здания Вестминстерского аббатства и церкви Святой Маргариты, Вестминстер, Ратушу Миддлсекса, которая является резиденцией Верховного суда Соединенного Королевства, правительственные учреждения на Грейт-Джордж-стрит, Казначейство Его Величества, налоговую и таможенную службу Великобритании, а также Дом Порткуллиса.
От Парламентской площади расходятся улицы: Сент-Маргарет-стрит (в сторону Миллбэнка), Брод-Сэнкчуари (в сторону Виктория-стрит), Грейт-Джордж-стрит, Парламент-стрит (ведущая в Уайтхолл) и Бридж-стрит (ведущая на Вестминстерский мост).

## История
Парламентская площадь была заложена в 1868 году с целью открыть пространство вокруг Вестминстерского дворца и улучшить транспортный поток, на ней были установлены первые лондонские светофоры. Ответственным архитектором был сэр Чарльз Барри. В комплекс сооружений площади входил Мемориальный фонтан Бакстона.
В 1949 году проект перепланировки площади Парламентской площади в Вестминстере в Лондоне выполнил архитектор Джордж Грей Уорнум (1888—1957). Планы по реконструкции площади возникли еще до Второй мировой войны в связи с увеличившимся транспортным потоком, их продвижением руководило Министерство транспорта. В частности, с территории площади был убран фонтан Бакстона, он демонтирован в 1949 году и помещен на свое нынешнее место в близлежащих садах Виктории-Тауэр в 1957 году.

## Публичные демонстрации
Восточная сторона площади, расположенная напротив одного из главных входов в Вестминстерский дворец, исторически была обычным местом протеста против действий или бездействия правительства. В частности, там проводились акции протеста против военных действий Великобритании и Америки в Ираке. Эта кампания протеста, проводившаяся без перерыва в течение многих лет, побудила парламент включить пункт в Закон об организованной преступности и полиции 2005 года, запрещающий протестовать на Парламентской площади (точнее — на большой части территории, простирающейся на полмили от центра площади во всех направлениях) без предварительного разрешения главы столичной полиции. Положения этого закона, касающиеся Парламентской площади, были отменены Законом о реформе полиции и социальной ответственности 2011 года, который предусматривает иной режим «запрещенной деятельности».